# Symbian Ltd.
Symbian Software Limited, oftast kallat för Symbian eller Symbian Ltd., var ett företag som utvecklade ett operativsystem kallat Symbian OS för mobiltelefoner. Företaget grundades av Psion, Nokia och Ericsson år 1998. Under de tio första åren har alltid företag i telekombranschen varit delägare, men sedan slutet av år 2008 är Nokia helägare. I april 2009 fördes ägandet och förvaltandet av Symbian över på den ideella stiftelsen Symbian Foundation. Den grundades 24 juni 2008 av tio telekomföretag och verkar för royaltyfri programvara.

## Historia
Bolaget grundades år 1998 med säte i England av Ericsson, Nokia och Psion. Verksamheten var att vidareutveckla Psions handdatorsystem EPOC, som direkt döptes om till Symbian OS. Ungefär 130 anställda från Psion fick fortsätta sina jobb men under Symbian Software.
Våren 1999 tog Symbian över Ericssons Mobile Applications Lab i Ronneby, som grundats våren 1998, i form av ett dotterbolag som gavs namnet Symbian AB. I februari 2002 ändrades det svenska dotterbolagets namn till UIQ Technology AB samtidigt som deras menysystem bytte namn från Quartz till UIQ. I november 2006 tillkännagav Sony Ericsson att de avsåg att köpa ut UIQ Technology från Symbian Software Ltd.
I slutet av år 2007 hade Symbian 1409 anställda. Kring årsskiftet 2008/2009 blev Symbian Software ett dotterbolag helägt av Nokia.

## Affärsmodell
Bolagets huvudsakliga intäkter var royalties från licenstagarnas försäljning av Symbian OS-baserade produkter. Drygt 5 dollar per såld smartphone har gått till Symbian Software. Övriga intäkter kommer från konsulttjänster.
Inkomster
- 2007: 194.3 miljoner pund, varav royalties: 179.1
- 2006: 166.2 miljoner pund, varav royalties: 151.8
- 2005: 114.8 miljoner pund, varav royalties: 96.8
- 2004: 66.5 miljoner pund, varav royalties: 45.2
- 2003: 45.4 miljoner pund, varav royalties: 25.5
- 2002: 29.5 miljoner pund, varav royalties: 7.7

## Ägare
Per den 2 december 2008 (källa):
- Nokia 100%

### Ägarförändringar
- 1998-06-24: Bolaget grundades. Ägare: Psion (40%), Ericsson (30%) och Nokia (30%). källa
- 1998-10-28: Motorola in som delägare. Nya ägarandelarna: Psion (30.7%), Motorola (23.1%), Ericsson (23.1%) och Nokia (23.1%)
- 1999-05-25: Panasonic in som delägare. Nya ägarandelarna: Psion (28.1%), Motorola (21.0%), Ericsson (21.0%), Nokia (21.0%) och Panasonic (8.9%). källa
- 2002-04-23: Siemens in som delägare. Nya ägarandelarna: Psion (26.6%), Motorola (20.0%), Ericsson (20.0%), Nokia (20.0%), Panasonic (8.4%) och Siemens (5.0%).
- 2003-02-17: Samsung blev delägare. Nya ägarandelarna: Psion (25.3%), Motorola (19.0%), Ericsson (19.0%), Nokia (19.0%), Panasonic (7.9%), Siemens (4.8%) och Samsung (5.0%). (källa)
- 2003-12-31: Nya ägarandelarna efter att Motorola sålt sin aktier tidigare under året: Psion (31%), Ericsson (17%), Sony Ericsson (2%), Nokia (32%), Panasonic (8%), Siemens (5%) och Samsung (5%).
- 2004-02-09: Psion sålde sina aktier till Nokia. (källa)
- 2004-10-04: Nya ägarandelarna efter att Psion sålt sin aktier tidigare under året: Nokia (48%), Ericsson (16%), Sony Ericsson (13%), Panasonic (11%), Siemens (8%) och Samsung (4%).
- 2007-12-31: Ägarandelarna: Nokia (47.9%), Ericsson (15.6%), Sony Ericsson (13.1%), Panasonic (10.5%), Siemens (8.4%) och Samsung (4.5%).
- 2008-06-24: Symbian-delägarna presenterade att Nokia ska köpa upp resterande cirka 52 procent av aktierna i bolaget och bli helägare. (källa)
- 2008-12-02: Nokia rapporterade ett ägande om 100%. (källa)